# Portret z kuratorem
Portret z kuratorem – film wideo polskiej grupy artystycznej Azorro zrealizowany w 2002 roku na taśmie beta SP. Trwa 7 min i 39 s.
Członkowie grupy, tj. Oskar Dawicki, Igor Krenz, Wojciech Niedzielko i Łukasz Skąpski odwiedzali przez rok wernisaże, odbywające się w różnych galeriach sztuki współczesnej. Podczas tych wydarzeń filmowali samych siebie w taki sposób, aby na dalszym planie uchwycić bardziej znanych w środowisku sztuki kuratorów lub krytyków sztuki. Film, choć ma przede wszystkim charakter ironiczny, to zwraca również uwagę na fakt, że osoby te pełnią niewidzialną władzę w świecie sztuki – ich działania i opinie mają bowiem wpływ na sukces poszczególnych artystów i dzieł.
Kuratorzy i krytycy uchwyceni na filmie to: Monika Bakke, Maria Anna Potocka, Adam Budak, Jan Michalski, Piotr Rypson, Hanna Wróblewska, Joanna Mytkowska, Grzegorz Borkowski, Anda Rottenberg, Małgorzata Winter, Magdalena Ujma, Milada Ślizińska, Łukasz Gorczyca, Maria Morzuch, Wiesław Borowski, Łukasz Guzek, Łukasz Ronduda, Andrzej Przywara, Ewa Gorządek, Aneta Szyłak, Marek Wasilewski, Wojciech Krukowski, Magdalena Kardasz, Magdalena Godlewska, Barbara Piwowarska, Andrzej Starmach, Jarosław Suchan, Bożena Czubak, Adam Szymczyk, Stach Szabłowski, Marta Tarabuła, Wojciech Kozłowski, Monika Szewczyk, Michał Kaczyński, Wiesław Borowski i Wojciech Krukowski.